# Frans Verhas

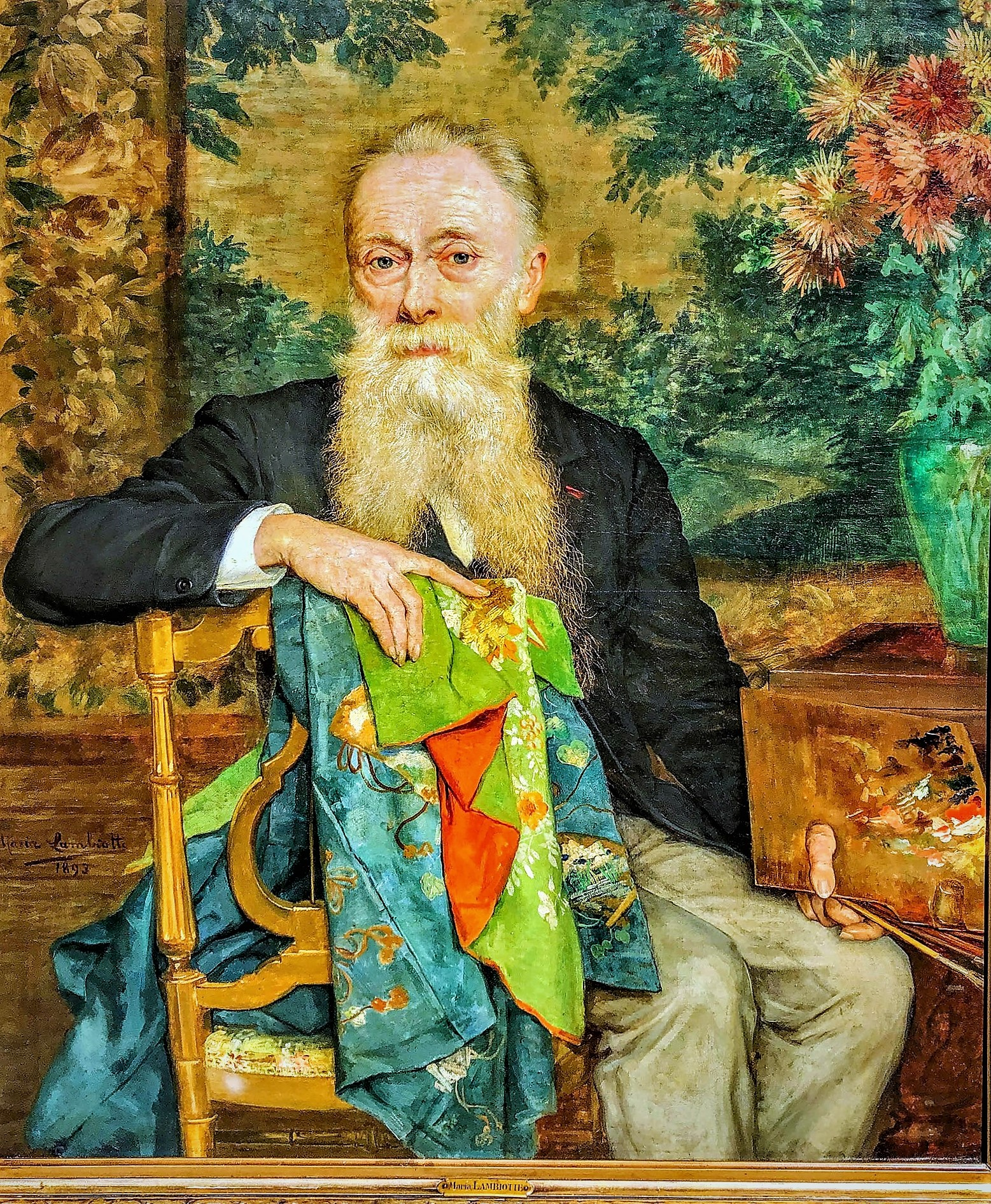
Frank Verhas, Porträt durch Maria Lambiotte

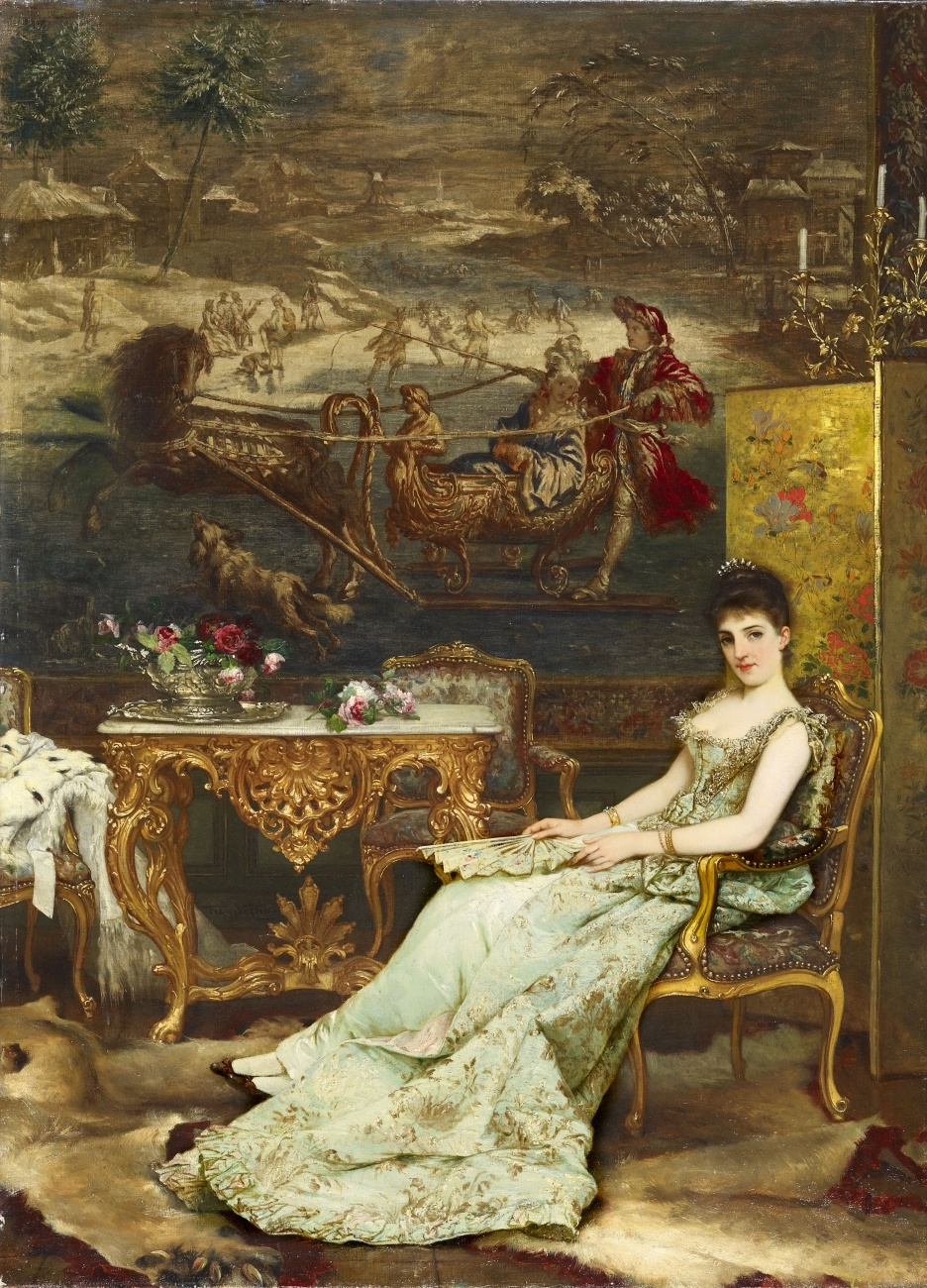
Saloninterieur, Dame mit Fächer

Frans Verhas (* 29. September 1827 in Dendermonde; † 17. November 1897 in Schaarbeek) war ein belgischer Maler von Genreszenen und Kinderbildnissen.
Frans Verhas war Sohn von Frans Emmanuel Verhas, Professor und Direktor an der Kunstakademie von Dendermonde, und sein Schüler. Sein jüngerer Bruder Jan Verhas (1834–1896) wurde ebenfalls Maler.
Frans Verhas studierte an der Koninklijke Academie voor Schone Kunsten in Dendermonde und an der Koninklijke Academie voor Schone Kunsten van Antwerpen.
Er ließ sich 1867 endgültig in Schaarbeek als freischaffender Genremaler nieder. In den Jahren 1879, 1882 und von 1887 bis 1889 war er in Paris tätig. Er malte hauptsächlich Kinder und elegante Frauen bei Spiel und Unterhaltung.